# Crisis diplomática entre Belice y Guatemala de 2016
La crisis diplomática entre Guatemala y Belice fue una crisis entre ambas naciones de Centroamérica que comenzó el 22 de abril de 2016 con el presunto asesinato por parte del ejército de Belice de un ciudadano guatemalteco y herir a otros dos en una zona de disputa por ambos países. La crisis culminó con el envío de al menos 3000 soldados de las Fuerzas Armadas de Guatemala al río Sarstún en la zona fronteriza con Belice.

## Antecedentes
Las relaciones diplomáticas que Guatemala y Belice han sostenido a lo largo de los años siempre ha tenido algunos incidentes de violencia en la frontera entre ambos países debido a la reclamación que Guatemala tiene sobre Belice y a las denuncias mutuas que ambos países han hecho sobre una presunta violación a la soberanía nacional por parte del país vecino. Guatemala reconoció la independencia de Belice de 1981, pero en ningún momento aceptó se extensión territorial.

## Acontecimientos
El 22 de abril de 2016 el gobierno de Guatemala emitió un comunicado denunciando que un ataque armado hecho por las Fuerzas de Defensa de Belice había causado al menos un menor muerto y varios heridos. 
Tras este mensaje el gobierno de Belice respondió en un comunicado diciendo que fueron ciudadanos guatemaltecos los que atacaron la patrulla y que estos abrieron fuego para tratar de defenderse.

## Consecuencias
El 22 de abril el gobierno de Guatemala anunció la retirada de su embajador de Belice.
Posteriormente, el jueves 5 de mayo, el Congreso de Guatemala aprobó por mayoría la emisión de un documento donde advierte a los ciudadanos de Guatemala de no viajar a Belice debido a la "inseguridad y violaciones a los derechos humanos". Por otra parte, la OEA emitió un comunicado donde respalda los diálogos entre ambas naciones para evitar la escalada de tensiones.
El 23 de abril Guatemala envió 3000 tropas a la frontera de Belice, entre los que se encontraban las fuerzas especiales conocidas como Kaibiles.